# García Ramírez Villaescusa
García Ramírez Villaescusa (f. 23 de abril de 1508) fue un clérigo español que llegó a ser obispo de Oviedo.
El 16 de marzo de 1502 fue nombrado obispo de Oviedo, cargo que ocuparía hasta su fallecimiento el 23 de abril de 1508.
| Predecesor: Juan Daza | Obispo de Oviedo 1502–1508 | Sucesor: Valeriano Ordóñez Villaquirán |

- Datos: Q5875340